# Shruti Haasan
Shruti Haasan, née le 28 janvier 1986 à Chennai (Tamil Nadu), est une actrice et chanteuse indienne qui travaille principalement dans les films en tamoul, en télougou et en hindi.
Née dans la famille Haasan, elle est la fille de Kamal Haasan et Sarika Thakur. Elle est récipiendaire de plusieurs prix, dont trois Filmfare Awards South, et s'est imposée comme l'une des principales actrices du cinéma sud-indien.

## Biographie
Shruti Haasan est née des acteurs et actrices Kamal Haasan et Sarika Thakur à Madras (aujourd'hui Chennai). Son père est tamoul, tandis que sa mère Sarika est née d'un père maharashtrien et d'une mère Rajput. Sa sœur cadette Akshara Haasan est également actrice. L'acteur et avocat Charuhasan est son oncle. Ses cousins sont les actrices Anu Hasan et Suhasini Maniratnam.
Shruti a étudié à l'école Lady Andal à Chennai et a déménagé à Mumbai pour étudier la psychologie au St. Andrew's College. Elle s'est concentrée sur le cinéma et la musique, et s'est finalement rendue aux États-Unis pour continuer à apprendre la musique au Musicians Institute en Californie, avant de retourner à Chennai.

## Filmographie

### Actrice

#### Cinéma
| Année | Film                  | Rôle(s)                      | Langue(s) | Notes                                                   |
| ----- | --------------------- | ---------------------------- | --------- | ------------------------------------------------------- |
| 2000  | Hey Ram               | Vallabhbhai Patel's daughter | Tamoul    | Caméo apparence                                         |
| 2000  | Hey Ram               | Vallabhbhai Patel's daughter | Hindi     | Caméo apparence                                         |
| 2009  | Luck                  | Ayesha, Natasha              | Hindi     |                                                         |
| 2011  | Anaganaga O Dheerudu  | Priya                        | Télougou  | Prix Filmfare pour la meilleure première féminine - Sud |
| 2011  | Dil Toh Baccha Hai Ji | Nikki Narang                 | Hindi     |                                                         |
| 2011  | 7aum Arivu            | Subha Srinivasan             | Tamoul    | Prix Filmfare pour la meilleure première féminine - Sud |
| 2011  | Oh My Friend          | Siri                         | Télougou  |                                                         |
| 2012  | 3                     | Janani                       | Tamoul    |                                                         |
| 2012  | Gabbar Singh          | Bhagyalakshmi                | Télougou  |                                                         |
| 2013  | Balupu                | Shruti                       | Télougou  |                                                         |
| 2013  | Ramaiya Vastavaiya    | Sona                         | Hindi     | avec Girish Kumar                                       |
| 2013  | D-Day                 | Suraiya                      | Hindi     |                                                         |
| 2013  | Ramayya Vasthavayya   | Ammulu                       | Télougou  |                                                         |
| 2014  | Yevadu                | Manju                        | Télougou  |                                                         |
| 2014  | Race Gurram           | Spandana                     | Télougou  | Prix Filmfare de la meilleure actrice - Télougou        |
| 2014  | Aagadu                | Inconnu                      | Télougou  | Apparence spéciale dans la chanson "Junction Lo"        |
| 2014  | Poojai                | Divya                        | Tamoul    |                                                         |
| 2015  | Tevar                 | Inconnu                      | Hindi     | Apparence spéciale dans la chanson "Madamiyan"          |
| 2015  | Gabbar Is Back        | Shruti                       | Hindi     |                                                         |
| 2015  | Srimanthudu           | Charuseela                   | Télougou  |                                                         |
| 2015  | Welcome Back          | Ranjana                      | Hindi     |                                                         |
| 2015  | Puli                  | Pavazhamalli                 | Tamoul    |                                                         |
| 2015  | Vedalam               | Swetha                       | Tamoul    |                                                         |
| 2016  | Rocky Handsome        | Rukshida                     | Hindi     |                                                         |
| 2016  | Premam                | Sithara                      | Télougou  |                                                         |
| 2017  | Si3                   | Vidhya                       | Tamoul    |                                                         |
| 2017  | Katamarayudu          | Avanthika                    | Télougou  |                                                         |
| 2017  | Behen Hogi Teri       | Binny                        | Hindi     |                                                         |
| 2020  | Devi                  | Maya                         | Hindi     | Court métrage                                           |
| 2020  | Yaara                 | Sukanya                      | Hindi     |                                                         |
| 2020  | Putham Pudhu Kaalai   | Ramya                        | Tamoul    |                                                         |
| 2021  | Krack                 | Kalyani                      | Télougou  |                                                         |
| 2021  | The Power             | Pari                         | Hindi     |                                                         |
| 2021  | Vakeel Saab           | Femme de Satyadev            | Télougou  |                                                         |
| 2021  | Laabam                | Clara                        | Tamoul    |                                                         |

#### Télévision
| Année | Série                | Rôle(s) | Langue(s) | Notes     |
| ----- | -------------------- | ------- | --------- | --------- |
| 2021  | Histoires équivoques | Divya   | Télougou  | Épisode 3 |

### Discographie
| Année | Film                        | Titre                             | Compositeur         |
| ----- | --------------------------- | --------------------------------- | ------------------- |
| 1992  | Thevar Magan                | "Potri Paadadi Ponne"             | Ilaiyaraaja         |
| 1997  | Chachi 420                  | "Chupadi Chupadi Chaachi"         | Vishal Bhardwaj     |
| 2000  | Hey Ram                     | "Ram Ram Hey Ram"                 | Ilaiyaraaja         |
| 2002  | En Mana Vaanil              | "Roattorap Paattuch Chaththam"    | Ilaiyaraaja         |
| 2008  | Vaaranam Aayiram            | "Adiye Kolluthe"                  | Harris Jayaraj      |
| 2009  | Luck                        | "Aazma (Luck Is The Key)"         | Salim-Sulaiman      |
| 2009  | Unnaipol Oruvan             | "Allah Jaane"                     | Elle-même           |
| 2009  | Unnaipol Oruvan             | "Unnaipol Oruvan"                 | Elle-même           |
| 2009  | Unnaipol Oruvan             | "Vaanam Ellai"                    | Elle-même           |
| 2009  | Eenadu                      | "Allah Jaane"                     | Elle-même           |
| 2009  | Eenadu                      | "Eenadu"                          | Elle-même           |
| 2009  | Eenadu                      | "Ningi Haddu"                     | Elle-même           |
| 2010  | —                           | "Semmozhiyaana Thamizh Mozhiyaam" | A. R. Rahman        |
| 2010  | Prithvi (Kannada)           | "Nenapidu Nenapidu"               | Manikanth Kadri     |
| 2010  | Hisss                       | "Beyond The Snake"                | Dave Kushner        |
| 2011  | Udhayan                     | "Evan Ivan"                       | Manikanth Kadri     |
| 2011  | 7aum Arivu                  | "Yellae Lama"                     | Harris Jayaraj      |
| 2011  | Oh My Friend                | "Sri Chaitanya Junior College"    | R. Anil             |
| 2011  | Muppozhudhum Un Karpanaigal | "Sokkupodi"                       | G. V. Prakash Kumar |
| 2012  | 3                           | "Kannazhaga Kaalazhaga"           | Anirudh Ravichander |
| 2012  | 3 (Hindi)                   | "Tan Ye Mera"                     | Anirudh Ravichander |
| 2012  | 3 (Télougou)                | "Kannulada"                       | Anirudh Ravichander |
| 2013  | D-Day                       | "Alvida"                          | Shankar Ehsaan Loy  |
| 2014  | Yennamo Yedho               | "Shut Up Your Mouth"              | D. Imman            |
| 2014  | Race Gurram                 | "Down Down"                       | S. Thaman           |
| 2014  | Aagadu                      | "Junction Lo"                     | S. Thaman           |
| 2014  | Maan Karate                 | "Un Vizhigalil"                   | Anirudh Ravichander |
| 2015  | Tevar                       | "Jogania"                         | Sajid-Wajid         |
| 2015  | Shamitabh                   | "Stereophonic Sannata"            | Ilaiyaraaja         |
| 2015  | Puli                        | "Yaendi Yaendi"                   | Devi Sri Prasad     |
| 2015  | Vedalam                     | ''Don't You Mess With Me"         | Anirudh Ravichander |
| 2016  | Idhu Namma Aalu             | "King Kong"                       | Kuralarasan         |
| 2019  | LKG                         | "Dappava Kizhichaan"              | Leon James          |
| 2019  | Khamoshi                    | "Khamoshi title track"            | Zeest               |
| 2019  | Kadaram Kondan              | "Kadaram Kondan"                  | Ghibran             |

## Récompenses et distinctions

### Edison Awards
- Meilleure directrice musicale pour Unnaipol Oruvan (2009)

### Filmfare Awards South
- Meilleure actrice débutante pour Anaganaga O Dheerudu (2011)
- Meilleure actrice débutante pour 7aum Arivu (2011)
- Meilleure actrice - Télougou pour Race Gurram (2014)

### CineMAA Awards
- Meilleure actrice débutante pour Anaganaga O Dheerudu (2011)
- Meilleure actrice - Télougou pour Gabbar Singh (2012)

### Asiavision Awards
- Excellence en tamoul (2013)

### SIIMA  Awards
- Actrice stylée du cinéma sud-indien (2013)
- Fierté du cinéma sud-indien (2013)
- Meilleure actrice - Télougou pour Race Gurram (2014)
- Meilleure actrice - Télougou pour Srimanthudu (2015)

### IIFA Utsavam
- Meilleure actrice dans un rôle de premier plan pour Srimanthudu (2015)